# Myrsine apoensis
Myrsine apoensis är en viveväxtart som först beskrevs av Adolph Daniel Edward Elmer, och fick sitt nu gällande namn av J.J. Pipoly. Myrsine apoensis ingår i släktet Myrsine och familjen viveväxter. Inga underarter finns listade i Catalogue of Life.